# FSC Glucosoral
O FSC Glucosoral é um clube de futsal da Cidade da Guatemala, na Guatemala. A equipe se tornou famosa ao mundo quando foi escolhida como representante da CONCACAF na Copa Intercontinental de Futsal de 2013. É tetracampeão guatemaltesco.